# Donauzivilisation
Mit Donauzivilisation, Donaukultur oder Alteuropa bezeichnet der Sachbuchautor Harald Haarmann ein Geflecht auffällig intensiver zivilisatorischer Aktivitäten in der Zeit von ca. 5000 bis ca. 3500 v. Chr. auf der Balkanhalbinsel. Seine damit verbundene Hypothese einer vor-indogermanischen chalkolithischen Hochkultur und einzelne Thesen zu Schrift und Sozialstruktur werden in der archäologischen Forschung meist nicht anerkannt oder ernten starken Widerspruch.
Unbestritten ist die Fülle der archäologischen Funde und Befunde in der Region. Die Datierungen konnten Anfang des 21. Jahrhunderts verfeinert und abgesichert werden, und das Material wird erst nach und nach einer größeren Öffentlichkeit im Zusammenhang bekannt. Schwierig und umstritten sind die Deutungen. Haarmann versteht die Donauzivilisation als früheste Hochkultur Europas und Vorgängerkultur der minoischen und der mykenischen Kultur. Er fasst unter diesem Begriff verschiedene miteinander verwandte archäologische Kulturen zusammen, die sämtlich von den neolithischen Kulturen von Sesklo in Griechenland und Starčevo-Criş in Serbien und Rumänien abstammen. Diese bezeichnet Haarmann als Kulturprovinzen, wie Vinča (ca. 5500–3000 v. Chr.), Karanovo (6200–3000 v. Chr.), Cucuteni (5050–3500 v. Chr.), Theiß und Lengyel (ca. 5400–3700 v. Chr.). Ihre Verbreitung erstreckt sich von der Slowakei über Serbien und Bosnien bis in die heutige Ukraine.

## Herausragende kulturelle Errungenschaften
Die Vertreter der Donauzivilisation besaßen laut Haarmann herausragende kulturelle Errungenschaften und machten bahnbrechende Erfindungen, die zum Teil traditionell den Sumerern zugeschrieben werden, so erste Großsiedlungen, die bedeutend größer als die Städte Mesopotamiens in der frühen Bronzezeit und auch größer als Çatalhöyük waren. Weiterhin weist er der Donauzivilisation erste dauerhaft bewohnte Orte (z. B. Larissa in Thessalien und Varna), die ersten Einfamilienhäuser mit über 100 m² Grundfläche, die ersten zweigeschossigen Reihenhäuser, das erste Töpferrad (Vorläufer der Töpferscheibe), die ersten Rollsiegel, die ersten Keramikbrennöfen mit regulierter und kontrollierter Brenntemperatur, den ersten Metallguss von Kupfer, die ersten Goldartefakte, das erste Zahlen- und Schriftsystem (Donauschrift), die erste Herstellung von Wein und Olivenöl und den ersten Anbau von Kirschen, Erbsen und Petersilie zu.

## Träger der Donauzivilisation

### Regionalkulturen
Regionalkulturen sind in diesem Raum nach den älteren Thesen Gimbutas die Vinča-Kultur, die Tiszapolgár-Kultur, die Cucuteni-Tripolje-Kultur, die Karanovo-Kultur und die Lengyel-Kultur. Als weitere Kulturstufen innerhalb dieser Kulturprovinzen gelten die Butmir-Kultur, die Petrești-Kultur, die Danilo-Hvar-Kultur, die Boian-Gumelnița-Kultur, die Hamangia-Kultur und die Dimini-Kultur, was auch Dalmatien und Nordgriechenland mit einschließt.

### Sprache
Welche Sprache die Träger der Donauzivilisation sprachen, ist mangels entsprechender Schriftquellen nicht bekannt. Ob es sich bei den Vinča-Zeichen um eine Schrift oder lediglich um Symbole oder nur dekorative Verzierungen handelt, ist bis heute unklar und umstritten. Eine Untersuchung zu den verschieden komplexen Formen des V-Zeichens ergab, dass diese gemäß dem Diversifikationsgesetz in der Form der positiven Binomial-Verteilung vorkommen.
Zuweilen wird vermutet, dass die neolithischen Sprachen der Donauzivilisation einem vorgriechischen Idiom geähnelt haben könnten, das den legendären Pelasgern zugeschrieben wird. Sprachwissenschaftler haben im Griechischen ein vorindogermanisches Substrat entdeckt, das darauf hindeuten könnte. Es handelt sich dabei besonders um Bezeichnungen für die Fauna und Flora der Ägäis sowie um Elemente der technischen Nomenklatur in den Bereichen des Pflanzenbaus, Bauwesen, Handwerk und um Wörter des religiös-kultischen Bereichs. Der Sprachwissenschaftler Harald Haarmann nimmt an, dass mehr als ein Drittel des altgriechischen Wortschatzes aus nicht-indogermanischen Sprachen stammt.
Die vorindogermanischen Wörter lassen sich (in abnehmender Zahl) finden bei Pflanzenbegriffen jeglicher Art (z. B. adraphaxus = „Spinat“ oder kastanon = „Kastanie“), Tierbegriffen jeglicher Art (z. B. bonasos = „Büffel“ oder thunnos = „Thunfisch“), Geräten/Gefäßen (z. B. kardopos = „Backtrog“ oder trubilon = „Schüssel“), religiösen Begriffen jeglicher Art (z. B. bretas = „Götterbildnis aus Holz“ oder thiasos = „Prozession zu Ehren der Gottheit“), Umweltbegriffen (z. B. lithos = „Stein“ oder eriole = „Wirbelwind“), sozialen Begriffen, Kleidung/Textilien (z. B. chlania = „Obergewand“ oder motos = „gezupfte Leinwand“), Körperteilen (z. B. kome = „Haar“ oder neduia = „Eingeweide“), Gebäuden/Wohnbegriffen (z. B. ikrion = „Querbalken“ oder thalamos = „Zimmer“), Handwerksbegriffen jeglicher Art (z. B. lalai = „Webgewicht“ oder keramos = „Ton“), Speisen (z. B. trugia = „süßer Wein“ oder korunthos = „Gerstenbrot“), Emotionen, Zeitbegriffen und Maßeinheiten.

## Wirtschaftsleben

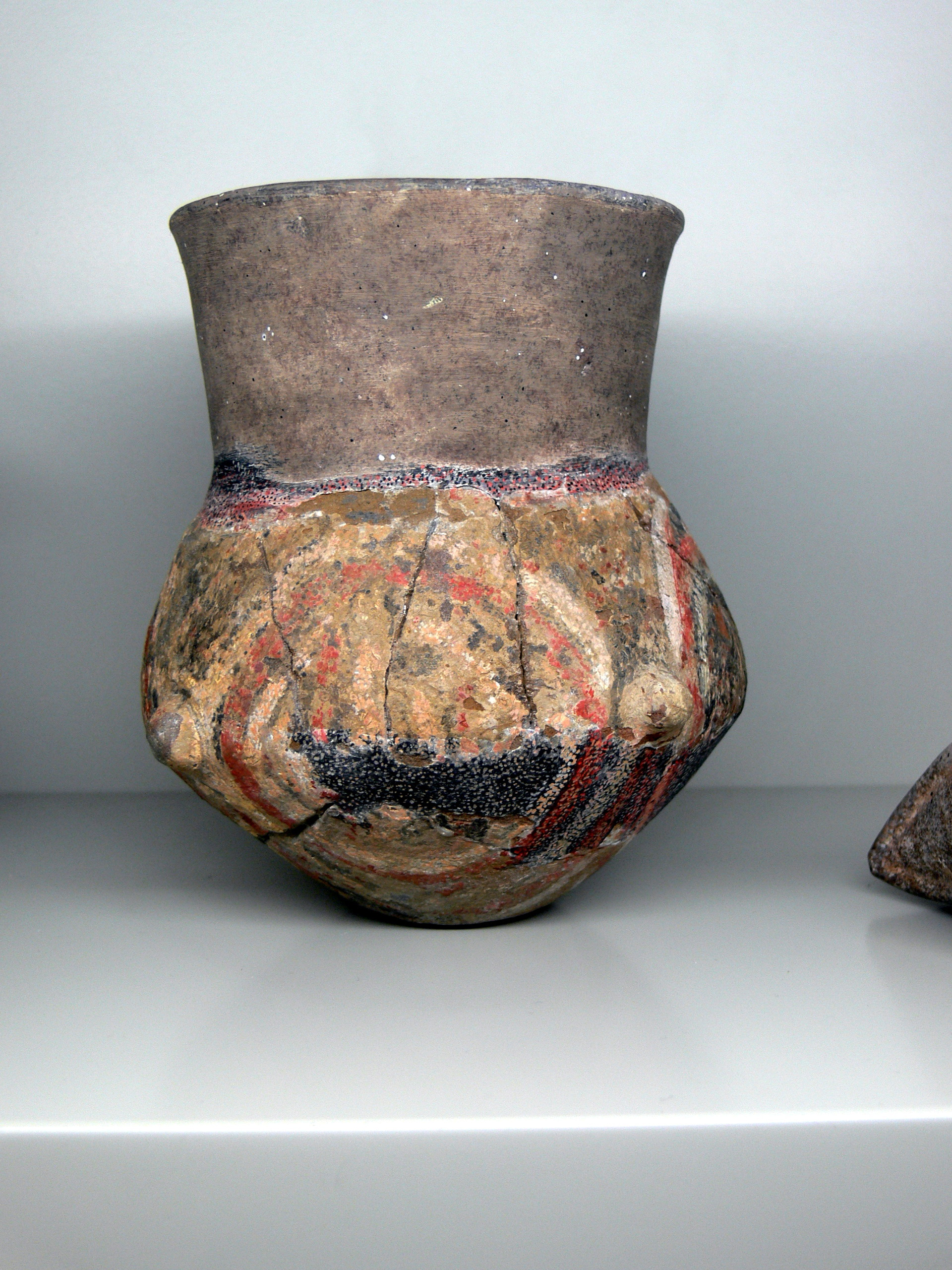
Gefäß der Lengyel-Kultur, 4800 v. Chr.

### Handel
Als Handel der Donauzivilisation wird ein Tauschhandel vermutet. Die wichtigsten Handelswege seien die Flüsse, insbesondere die Donau gewesen, die mit Booten befahren wurden, ebenso wie die Küsten des Schwarzen Meeres. Bedeutende Handelswaren seien Obsidian, Spondylus-Muscheln, Salz und Metall, vor allem Kupfer gewesen. Als rituelle Geschenke im Rahmen des Handels seien (komplette oder zerbrochene) Tonfigurinen verwendet worden.

### Handwerk
Die Träger der Donauzivilisation haben verschiedene Formen des Handwerks und des Kunsthandwerks gekannt. Die Weberei und Textilherstellung erfolgte angeblich mithilfe eines vertikal gerichteten Webstuhls mit Webgewichten. Die so hergestellte Kleidung wurde drapiert getragen. Bei Frauen waren lange drapierte Röcke beliebt. Die Töpferei erfolgte mithilfe von Töpferrad und Brennofen. Bei der Metallbearbeitung dominierte die Verwendung von Kupfer, erst durch Kalthämmern und dann durch Metallschmelzen. Ab 4500 v. Chr. sei dann auch Gold bearbeitet worden.

## Alltagsleben

### Siedlungen und Behausungen

#### Siedlungen
Siedlungen der Donauzivilisation konnten unterschiedliche Ausmaße erreichen, vom Dorf bis zu stadtähnlichen Siedlungen. Ebenso unterschiedlich war ihre Errichtung, die keinem vorgegebenen Schema folgte. Siedlungen konnten sowohl auf ebenem Grund als auch auf Siedlungshügeln oder gar auf beidem errichtet werden.

#### Behausungen
Die Häuser der Donauzivilisation konnten auf verschiedene Weise errichtet werden, so mit Holzpfeilern und Wänden aus lehmverputztem Flechtwerk mit bis zu sechs Metern Länge oder mit Steinfundament und Lehmziegelwänden. Die Herdstelle, der Mittelpunkt des Hauses, sei zugleich sakral und säkular, während diese Aufgabenbereiche sonst in der Raumaufteilung (sofern vorhanden) räumlich getrennt sein konnten. Auch Zweigeschossigkeit war möglich, ebenso der Bau von Reihenhäusern. Der zweite Stock wurde von außen über eine Leiter, die zu einem Balkon reichte, erreicht. Es habe runde Fenster und Satteldächer gegeben.

### Soziale Organisation
Die vermutete Gesellschaft der Donauzivilisation ist stark umstritten, und hier setzt der Widerspruch besonders intensiv an. Sie war laut Haarmann keine staatlich-hierarchisch organisierte Gesellschaft, sondern eine egalitäre Gesellschaft: Es habe weder eine arm-reich-Unterscheidung noch herrschaftliche Wahrzeichen gegeben. Die Gesellschaft sei wahrscheinlich matriarchalisch gewesen, und Männer und Frauen hätten die gleichen Rechte gehabt, gestützt durch ein Beziehungsnetz. Den Frauen sei eine zentrale Rolle zugekommen (Matrilokalität). Die Familien hätten Großeltern, Eltern und Kinder umfasst. Oberhaupt einer Familie sei, zumindest in der Lengyel-Kultur, immer eine Frau (vergleiche Clanmutter bei den Indianern) gewesen.
Nach dem Erlöschen einer matrilinearen Sippe sei ihr Wohnhaus niedergebrannt worden. Ansonsten habe (während der Hochblüte der Donauzivilisation) gemäß Haarmann ausschließlich Frieden geherrscht. Eine Hierarchisierung und Patriarchalisierung sei erst eingetreten, als die indoeuropäischen Steppenvölker im 4. Jahrtausend v. Chr. von Osten her in das Gebiet der Donauzivilisation eingefallen seien.

## Religion und Totenkult

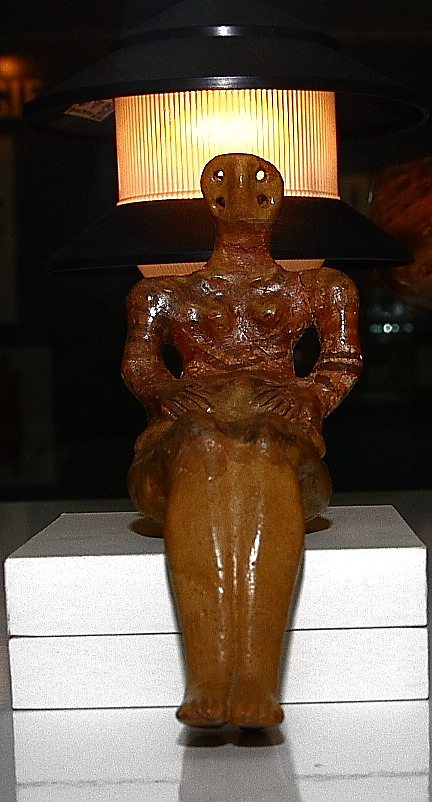
Figur aus der Cucuteni-Tripolje-Kultur, 3800 bis 3600 v. Chr.

### Gottheiten
Es sei möglich einige, zumeist weibliche, Gottheiten der Donauzivilisation zu identifizieren. So existiere eine Göttin mit Vogelkopf, von der angenommen wird, dass sie Spenderin des Lebens und Schicksalsgöttin war. Die Schlangengöttin stehe für die Erhaltung und Erneuerung des Lebens. Eine schwangere Göttin sei Fruchtbarkeitsgöttin, während eine gebärende Göttin das neue Leben schenke und eine (als Mensch oder Bär mit Kind/Jungtier dargestellte) Kindeshüterin den Nachwuchs schütze. Eine junge Göttin mit erhobenen Armen schütze die junge Natur im Frühjahr, während eine reifere Göttin mit vorstehendem Bauch die Fruchtbarkeit der Erde schütze. Eine aufrecht stehende Göttin sei die Schützerin des Herdfeuers und der Familie, doch im Bereich außerhalb gelegener Backöfen wohl Göttin des Getreides und anderer Feldfrüchte sowie Schutzherrin der Brotbackkunst. Die große Göttin werde von Fruchtbarkeit und Leben symbolisierenden Tieren wie dem Stier, der Schlange und dem Schmetterling (in stilisierter Form später die Doppelaxt der Minoer) begleitet. Auch vereinzelte männliche Gottheiten hätten existiert.

### Kultus
Die Donauzivilisation verfügte über Schreine und Tempel, doch ohne spezifischen Gestaltungskanon. Jedoch war das Allerheiligste häufig überdacht, mit einem Vorhof versehen und meist von einer Mauer umgeben. Auch zweistöckige Tempel waren möglich. Es existierten Miniaturaltäre, häufig als dreibeinige Opfertische für Trankopfer, aber auch anthropomorphe Altäre oder Monumentalaltäre kamen vor. Auch die so häufigen Ton-Idole standen im Zusammenhang mit der Religion. Kulte können sowohl die Fruchtbarkeit als auch das Wasser betroffen haben. Auch Prozessionen können möglich gewesen sein, bei denen Masken eine große Bedeutung hatten, worauf Tonmodelle von Masken hinweisen könnten. Auf der Keramik der Donauzivilisation finden sich Darstellungen von Musik und Tanz, sicherlich auch in religiösem Zusammenhang.

### Totenkult
Die Toten der Donauzivilisation wurden etwas ferner, in der Nähe oder gar innerhalb der Wohnhäuser bestattet. Es gab Erd- und Urnenbestattung, Einzel- und Familien-/Sippengräber. Säuglinge wurden in eierförmigen Gefäßen bestattet. Urnenbestattungen fanden in hochwertigen Keramikgefäßen statt. Die Toten wurden wahrscheinlich sogar zweimal bestattet, worauf die geringe Vollständigkeit mancher Skelette hinweist. Auch Totenmasken waren bekannt.

## Rezeption und Kritik
Harald Haarmanns Thesen zur Donauzivilisation werden besonders in Hinblick auf Schrift, Sozialstruktur und behauptetem Gesamtzusammenhang in der Forschung nicht anerkannt. Die wissenschaftlichen Rezensionen seines Buches kritisieren eine einseitige Interpretation, Vorspiegelung einer gesicherten Quellenlage, ein übertrieben positives Bild der Donauzivilisation, die Einordnung als angeblich „älteste Hochkultur Europas“, falsche Voraussetzungen für seine Schlüsse bezüglich der Besiedlungsgeschichte, falsche Behauptungen über das angeblich verbreitete Matriarchat und eine nicht richtig postulierte frühe Schriftlichkeit („Donauschrift“), sowie oft an der Datenlage vorbeigehende Ausführungen.
Von einer „Donauzivilisation“ im Sinne des Gesamtbildes von Haarmann spricht man in der Forschung nicht, es wird der Begriff „Old Europe“ mit abweichenden Bedeutungen verwendet. Es gab damals in dieser Region zwar miteinander verbundene Gemeinschaften, aber keine politisch geeinte Hochkultur.